# Callahan (Florida)
Callahan ist eine Stadt im Nassau County im US-Bundesstaat Florida. Das U.S. Census Bureau hat bei der Volkszählung 2020 eine Einwohnerzahl von 1.526 ermittelt.

## Geographie
Callahan liegt rund 35 km westlich von Fernandina Beach sowie etwa 20 km nordwestlich von Jacksonville.

## Geschichte
Das Eisenbahnzeitalter in Callahan begann 1858 mit dem Bau der Florida Railroad zwischen Fernandina und Starke. Zu einem wichtigen Eisenbahnknoten wurde der Ort, als 1881 von der East Florida Railway eine weitere Strecke von Waycross (Georgia) nach Jacksonville eröffnet wurde, die 1884 in der Savannah, Florida & Western Railway aufging. Heute wird der Güterverkehr über Callahan von CSX und der Personenverkehr von Amtrak (ohne Halt) betrieben.

## Demographische Daten
Laut der Volkszählung 2010 verteilten sich die damaligen 1123 Einwohner auf 585 Haushalte. Die Bevölkerungsdichte lag bei 330,3 Einw./km². 89,3 % der Bevölkerung bezeichneten sich als Weiße, 7,0 % als Afroamerikaner, 0,3 % als Indianer und 0,9 % als Asian Americans. 1,1 % gaben die Angehörigkeit zu einer anderen Ethnie und 1,4 % zu mehreren Ethnien an. 2,4 % der Bevölkerung bestand aus Hispanics oder Latinos.
Im Jahr 2010 lebten in 36,8 % aller Haushalte Kinder unter 18 Jahren sowie 25,3 % aller Haushalte Personen mit mindestens 65 Jahren. 65,5 % der Haushalte waren Familienhaushalte (bestehend aus verheirateten Paaren mit oder ohne Nachkommen bzw. einem Elternteil mit Nachkomme). Die durchschnittliche Größe eines Haushalts lag bei 2,36 Personen und die durchschnittliche Familiengröße bei 2,91 Personen.
28,6 % der Bevölkerung waren jünger als 20 Jahre, 28,6 % waren 20 bis 39 Jahre alt, 24,5 % waren 40 bis 59 Jahre alt und 18,3 % waren mindestens 60 Jahre alt. Das mittlere Alter betrug 33 Jahre. 47,0 % der Bevölkerung waren männlich und 53,0 % weiblich.
Das durchschnittliche Jahreseinkommen lag bei 25.962 $, dabei lebten 33,6 % der Bevölkerung unter der Armutsgrenze.
Im Jahr 2000 war Englisch die Muttersprache von 98,34 % der Bevölkerung und spanisch sprachen 1,66 %.

## Verkehr
Callahan wird von den U.S. Highways 1, 23 (SR 15, auf einer gemeinsamen Trasse) und 301 durchquert. Zudem endet hier die Florida State Road A1A aus Richtung Süden. Der nächste Flughafen ist der Jacksonville International Airport (rund 20 km südöstlich).